# Ophiorrhiza hasseltii
Ophiorrhiza hasseltii là một loài thực vật có hoa trong họ Thiến thảo. Loài này được Blume ex Korth. mô tả khoa học đầu tiên năm 1851.